# Nihoa lambleyi
Nihoa lambleyi là một loài nhện trong họ Barychelidae. Loài này phân bố ờ New Guinea.